# Katharine Jex-Blake
Pour les articles homonymes, voir Jex-Blake.
Katharine Jex-Blake, née le 18 novembre 1860 à Rugby et morte le 26 mars 1951 à Wickhamhill, Hurstpierpoint, est une universitaire britannique. Elle est principale de Girton College, Cambridge, de 1916 à 1922.

## Biographie
Katharine Jex-Blake naît en 1860 à Rugby, dans une fratrie de neuf filles et deux fils. Son père, Thomas Jex-Blake est professeur à Rugby School, dont il devient le principal en 1874. Sa sœur, Henrietta Jex-Blake (en), devient elle aussi principale de collège, à Lady Margaret Hall, en 1909. Katharine Jex-Blake est également la cousine germaine, par sa mère, de Bertha Phillpotts qui lui succède comme principale de Girton College, et la nièce de Sophia Jex-Blake, médecin, cofondatrice de la London School of Medicine for Women et fondatrice de la faculté de médecine pour femmes d'Edimbourg. 
Katharine Jex-Blake et ses sœurs reçoivent une éducation donnée par des enseignants de Rugby School, puis elle fait ses études universitaires à Girton College, Cambridge, en 1879-1883. En 1882, elle obtient une mention très bien aux tripos d'études classiques de Cambridge, puis elle passe la deuxième partie de l'examen, l'une des deux seules étudiantes de Girton à obtenir un succès à ces épreuves cette année-là.
Elle enseigne pendant un an à la Notting Hill High School et à Bayswater, en 1884-1885. Elle revient ensuite à Girton où elle est maître de conférences de 1885 à 1916, fonction à laquelle elle ajoute la direction du département des lettres classiques de 1902 à 1919. Elle est nommée principale adjointe en 1903, puis principale du collège en 1916-1922.
Elle ne délaisse pas les activités de recherche, mais c'est surtout l'enseignement qui la mobilise. Elle donne un séminaire hebdomadaire sur Homère destiné aux étudiantes de troisième année. Son unique œuvre publiée est une traduction des chapitres d'histoire de l'art de Pline l'Ancien, en collaboration avec Eugénie Sellers Strong qui rédige l'introduction et le commentaire du texte. Elle laisse une postérité dans le domaine de la transmission : dans les années 1920, les enseignantes de lettres classiques de six collèges de femmes, Girton, Newnham, Bedford, Royal Holloway, Somerville et Lady Margaret Hall, sont ses anciennes étudiantes.
Elle assume la direction durant des années difficiles de la Première Guerre et de l'immédiat après-guerre. Malgré sa crainte de voir la situation financière du collège mise en difficulté par la réquisition d'étudiantes dans le cadre de l'effort de guerre, seules quelques étudiantes interrompent leurs études. Katherine Jex-Blake met en place au collège la culture de légumes nécessaires et l'élevage de quelques porcs.
Après la guerre, le nombre d'étudiantes inscrites augmente, et elle doit trouver de nouveaux espaces. Elle met en service provisoirement une ancienne tente militaire qui sert de salle de cours. Elle augmente progressivement les frais de scolarité, inchangés depuis 1869, pour faire face aux nouveaux aménagements et agrandissements devenus nécessaires. En 1919, elle est chargée d'organiser le cinquantième anniversaire de Girton. Elle doit également gérer les relations avec l'université de Cambridge en ce qui concerne le statut des étudiantes de Girton : la proposition d'accorder un statut d'étudiante à part entière de l'université aux élèves de Girton est refusé en 1920. En 1921, les étudiantes obtiennent l'autorisation de passer les examens pour obtenir des diplômes universitaires. Katharine Jex-Blake prépare la voie à d'autres réformes qui verront le jour sous la direction de sa cousine Bertha Phillpotts, qui lui succède en 1922.
En 1922, lorsqu'elle prend sa retraite académique, Katharine Jex-Blake lègue une somme qui permet de fonder la bourse Jex-Blake. Elle reste investie dans la gestion du collège, dont elle est l'une des gouverneurs, et comme représentante des anciennes élèves au conseil d'administration pendant dix ans. Elle est nommée fellow honoraire en 1932. De 1925 à 1937, elle est membre du Girls' Day School Trust. Elle meurt à Nettlesworth, Wickham Hill, Hurstpierpoint, dans le Sussex, le 26 mars 1951.

## Publications
- (édition scientifique) avec Eugénie Sellers Strong : The Elder Pliny's chapters on the History of Art, 1896 ; rééd. et préface Raymond V. Schoder, Chicago, Ares Publishers, 1976, 252 p.  (ISBN 9780890050552).